# Mamonovo
Mamonovo (en russe : Мамоново ; en allemand : Heiligenbeil ; en polonais : Święta Siekierka ou Świętomiejsce ; en lituanien : Šventpilis) est une ville de l'oblast de Kaliningrad, en Russie, dans le raïon de Bagrationovsk. Sa population s'élève à 8 028 habitants en 2013.

## Géographie
La ville est située dans la région historique de Prusse, près de la lagune de la Vistule, à 45 km au sud-ouest de Kaliningrad, à 85 km au nord-ouest de Gdansk, en Pologne, et à 1 132 km à l'ouest de Moscou.
La route A194 faisant partie de la route européenne 28 traverse la ville.

## Histoire

### Moyen Âge
Une colonie des Prussiens, appelée Swento mest (« lieu sacré » en vieux-prussien, possiblement un sanctuaire) y existait déjà au Moyen-Age, lorsque les chevaliers de l'ordre Teutonique ont conquis le terrain en 1272. En 1238 déjà, ils étaient arrivés sur la terre par voie maritime de l'autre côté de la lagune de la Vistule, et fit construire la forteresse de Balga.
Les chevaliers teutoniques établirent la ville de Heiligenstadt (« ville sainte ») à proximité du village prussien en 1301, possédant des privilèges urbains selon le droit de Culm. En 1344, elle fut rebaptisée Heiligenbeil (dérivé de bila, « sermon »). Un couvent des ermites de Saint-Augustin y a été fondé en 1372.

### Temps modernes

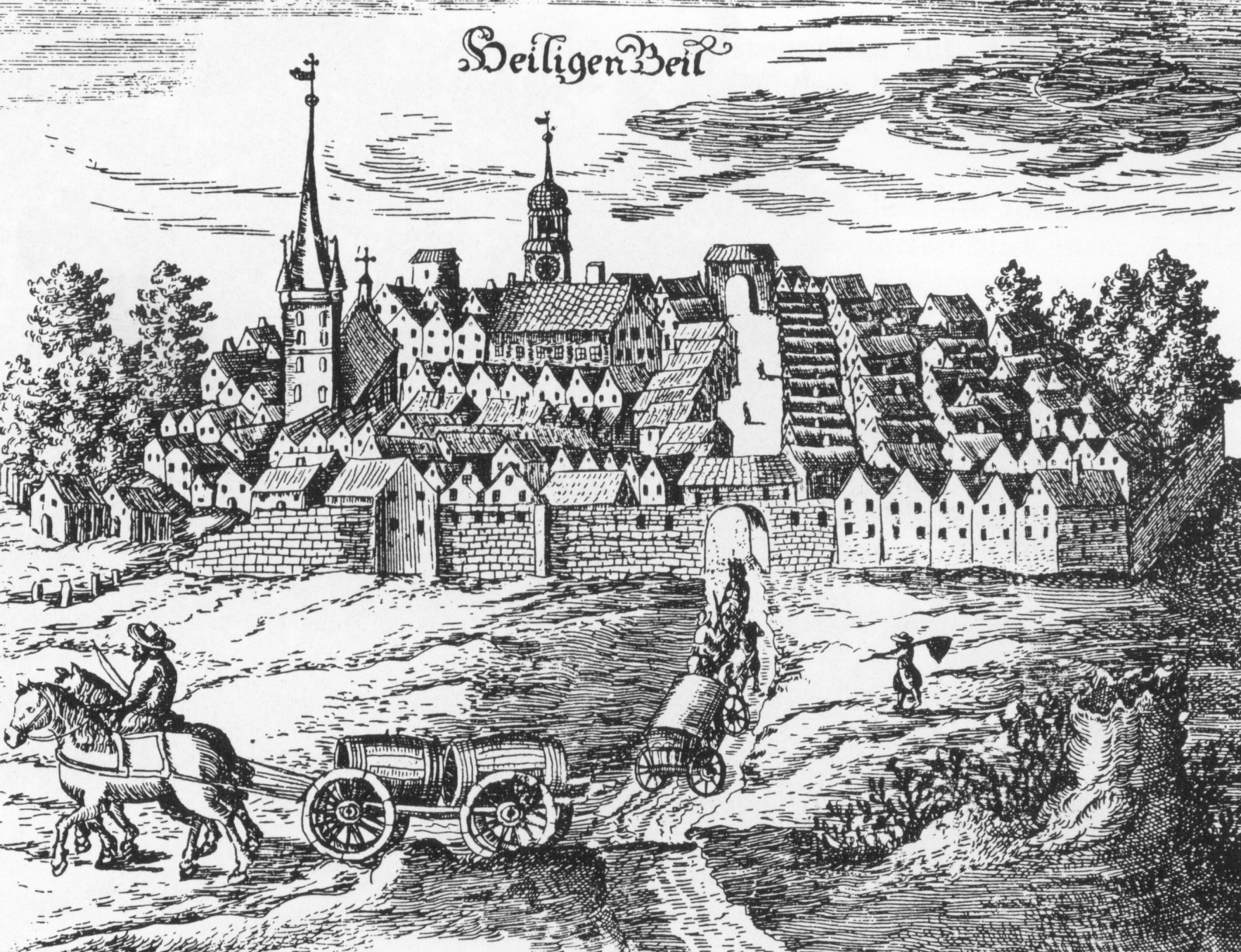
Vue d'Heiligenbeil au XVIIe siècle, à l'époque du duché de Prusse.

À partir de 1525, la localité fit partie du duché de Prusse, successeur de l'État teutonique. Au cours des siècles, la ville a été touchée par de nombreux incendies. Les citoyens vivaient principalement de l'artisanat et d'agriculture. Au XVIIIe siècle déjà, une école latine y était établie.
Faisant partie du royaume de Prusse à partir de 1701, Heiligenbeil était le chef-lieu de l'arrondissement d'Heiligenbeil, entité administrative territoriale appartenant au district de Königsberg dans l'ouest de la province de Prusse-Orientale qui exista de 1818 jusqu'en 1945. 
Après l'unification de l'Allemagne en 1871, la Prusse-Orientale faisait partie du Reich allemand. Heiligenbeil était réputée pour ses quelques hôtels de tourisme, comme l'hôtel Haus Wiens. Un aérodrome (Flugplatz Heiligenbeil) fut construit, et servit de base aérienne de la Luftwaffe à partir de 1936. En 1938, une section de l'autoroute reliant Berlin à Königsberg fut inaugurée à quelques kilomètres à l'est. Lors des élections législatives allemandes de mars 1933, la dernière consultation électorale libre en Allemagne avant la Seconde Guerre mondiale, la ville était un bastion du parti nazi. Un sous-camp du camp de concentration du Stutthof y fut installé après 1939.

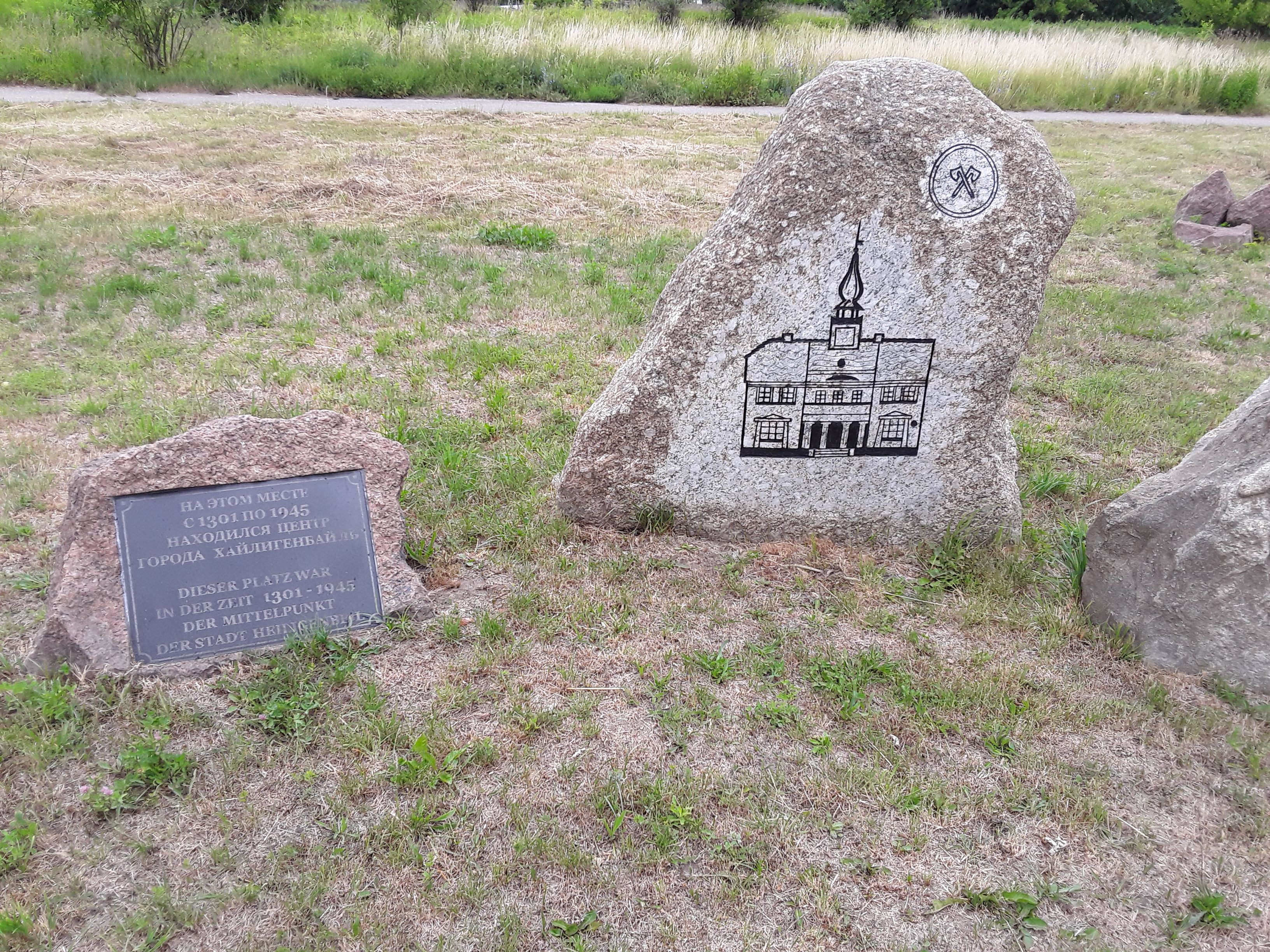
Monument sur le site de l'ancien hôtel de ville.

Vers la fin de la Seconde Guerre mondiale, de violents combats eurent lieu, entre janvier et mars 1945, pour la prise de la poche d'Heiligenbeil, provoquant la fuite des soldats de la 4e armée allemande par la mer. La plupart des civils de la ville s'enfuirent pour rejoindre Pillau sur la presqu'île de la Vistule par la mer gelée, ou Dantzig, contraire à l'interdiction du Gauleiter Erich Koch. Les derniers soldats de la Wehrmacht se retirèrent le 29 avril 1945. Le centre-ville historique fut complètement détruit dans les combats.

### Après 1945
Après sa conquête par l'Armée rouge, la région fut annexée à l'Union soviétique selon les accords conclus lors de la conférence de Potsdam. L'ancienne ville de Heiligenbeil est renommée Mamonovo en 1946. Ce nom lui fut donné pour honorer la mémoire du commandant de l'Armée rouge Nikolaï Vassilievitch Mamonov (Николай Васильевич Мамонов), né le 27 septembre 1919 et tué au combat près de Pułtusk (Pologne) le 26 octobre 1944. Il devint à titre posthume Héros de l'Union soviétique le 24 mars 1945.

## Population
Recensements (*) ou estimations de la population
| 1782  | 1875  | 1890  | 1910  | 1925  |
| ----- | ----- | ----- | ----- | ----- |
| 1 800 | 3 354 | 3 760 | 4 821 | 5 180 |

| 1933  | 1939   | 1959* | 1970* | 1979* |
| ----- | ------ | ----- | ----- | ----- |
| 6 356 | 10 631 | 5 459 | 7 275 | 8 001 |

| 1989* | 2002* | 2010* | 2012  | 2013  |
| ----- | ----- | ----- | ----- | ----- |
| 7 816 | 7 393 | 7 761 | 8 055 | 8 028 |

## Patrimoine
- Château de Balga

## Personnalités liées à la ville
- Georg Johann Mattarnovi (1677-1719), architecte et sculpteur ;
- Rudolf von Auerswald (1795-1866), homme d'État, administrateur de l'arrondissement d'Heiligenbeil de 1824 à 1834.